# Stettiner Haff
Koordinaten: 53° 47′ 0″ N, 14° 20′ 0″ O

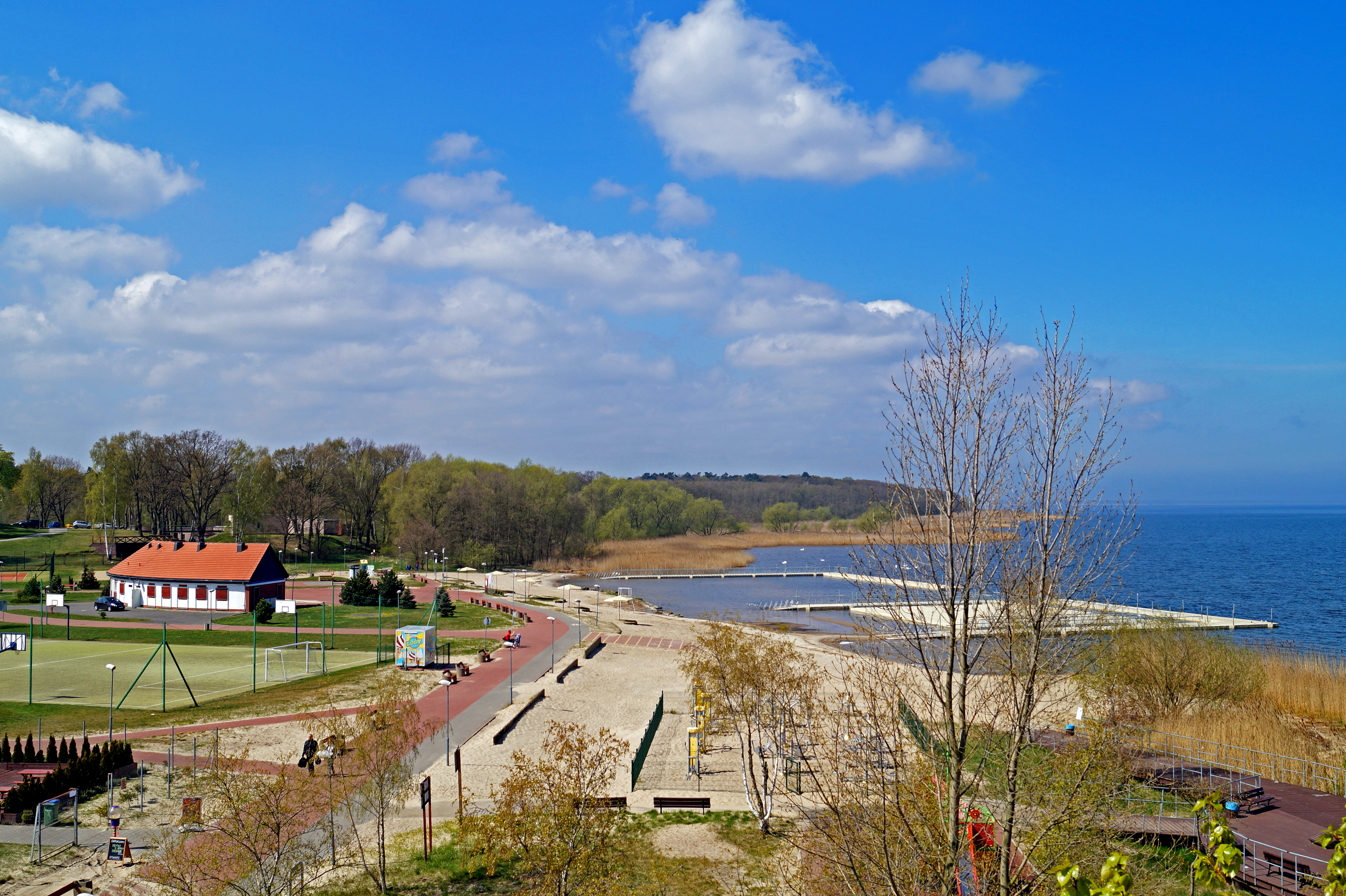
Strand in Trzebież (Ziegenort)

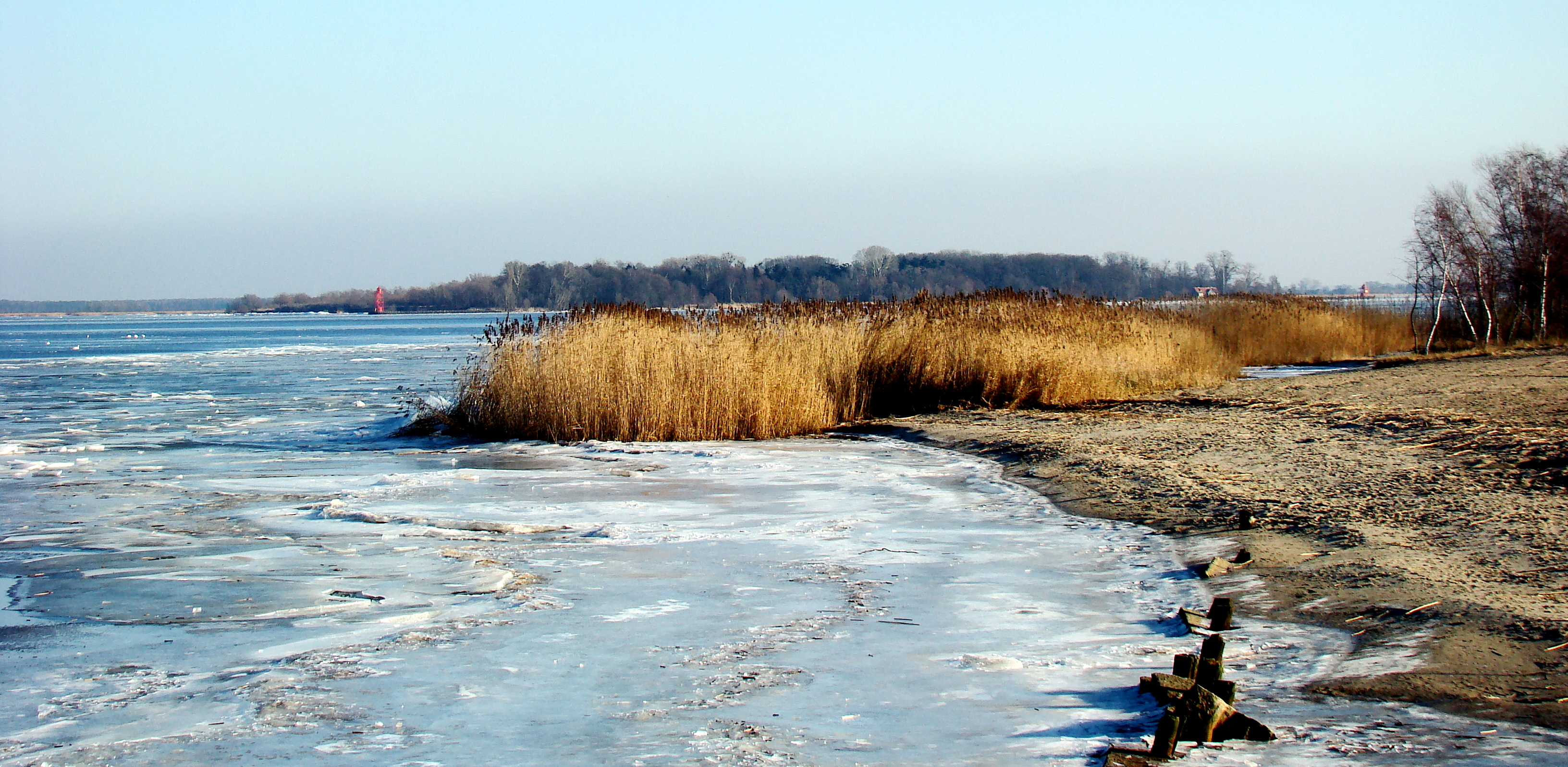
Polnisches Südufer im Winter (2009)

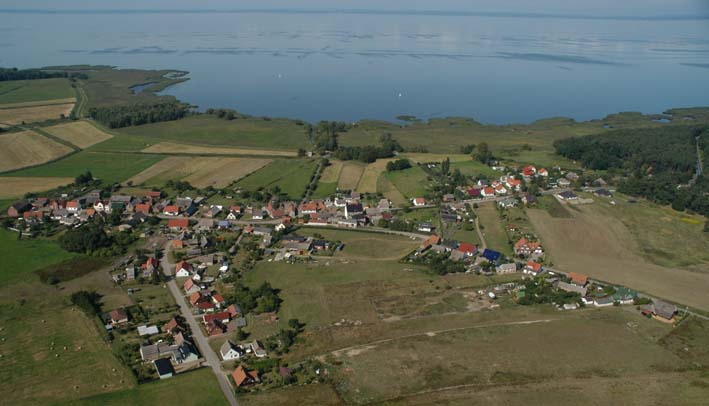
Stettiner Haff bei Warsin

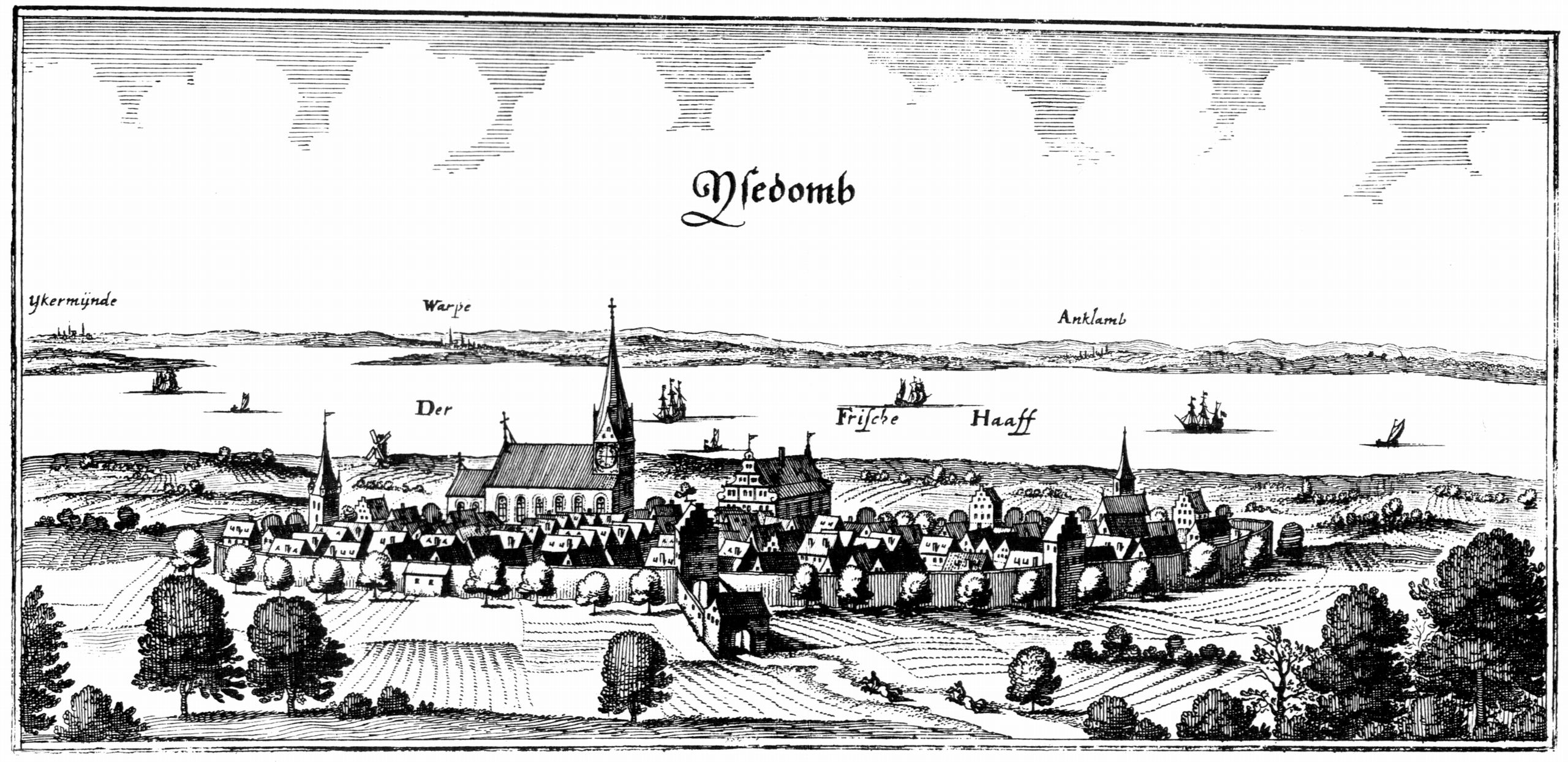
Das Haff im Hintergrund der Ansicht von Usedom (Merian 1652)

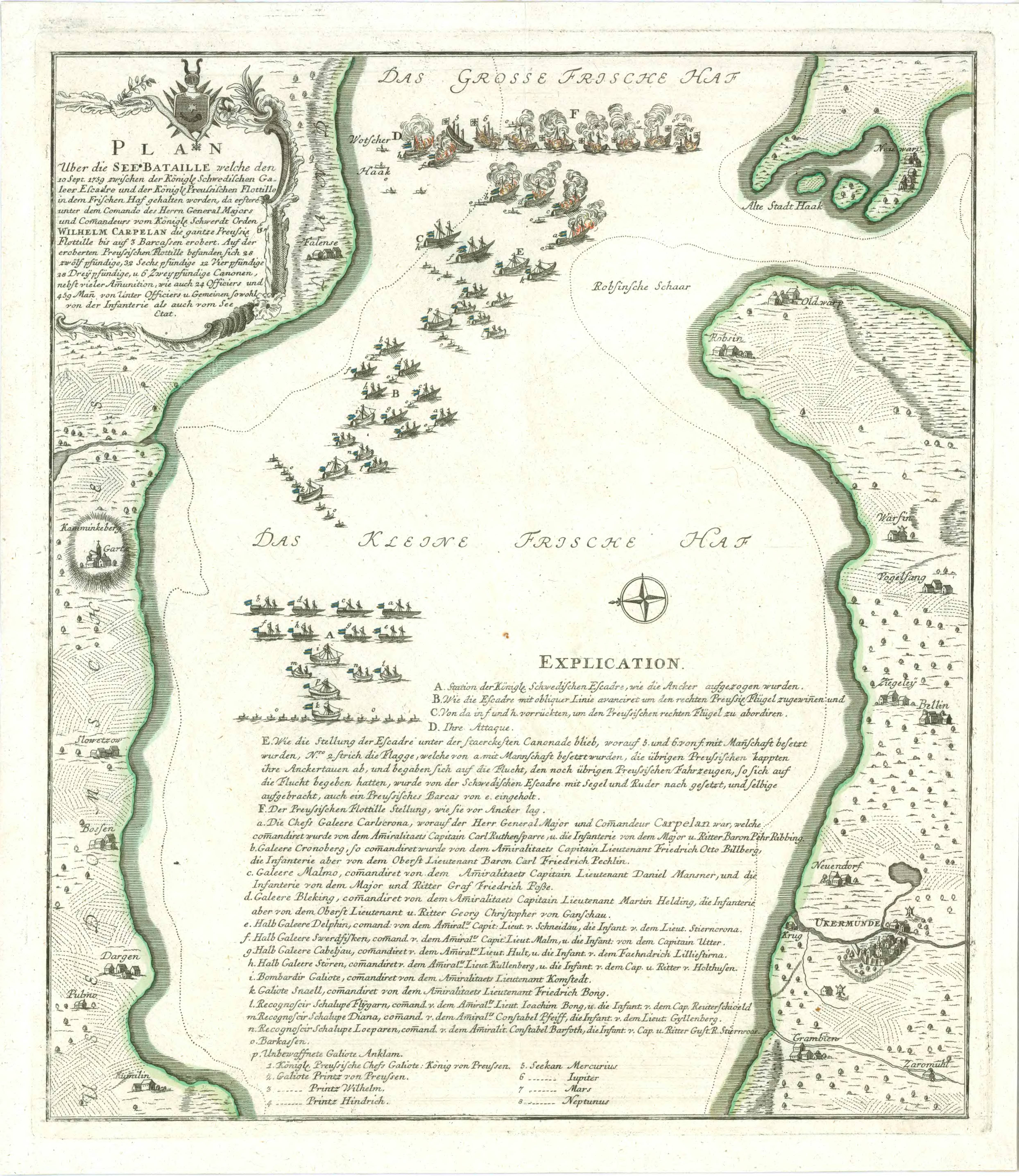
Seeschlacht im Haff 1759

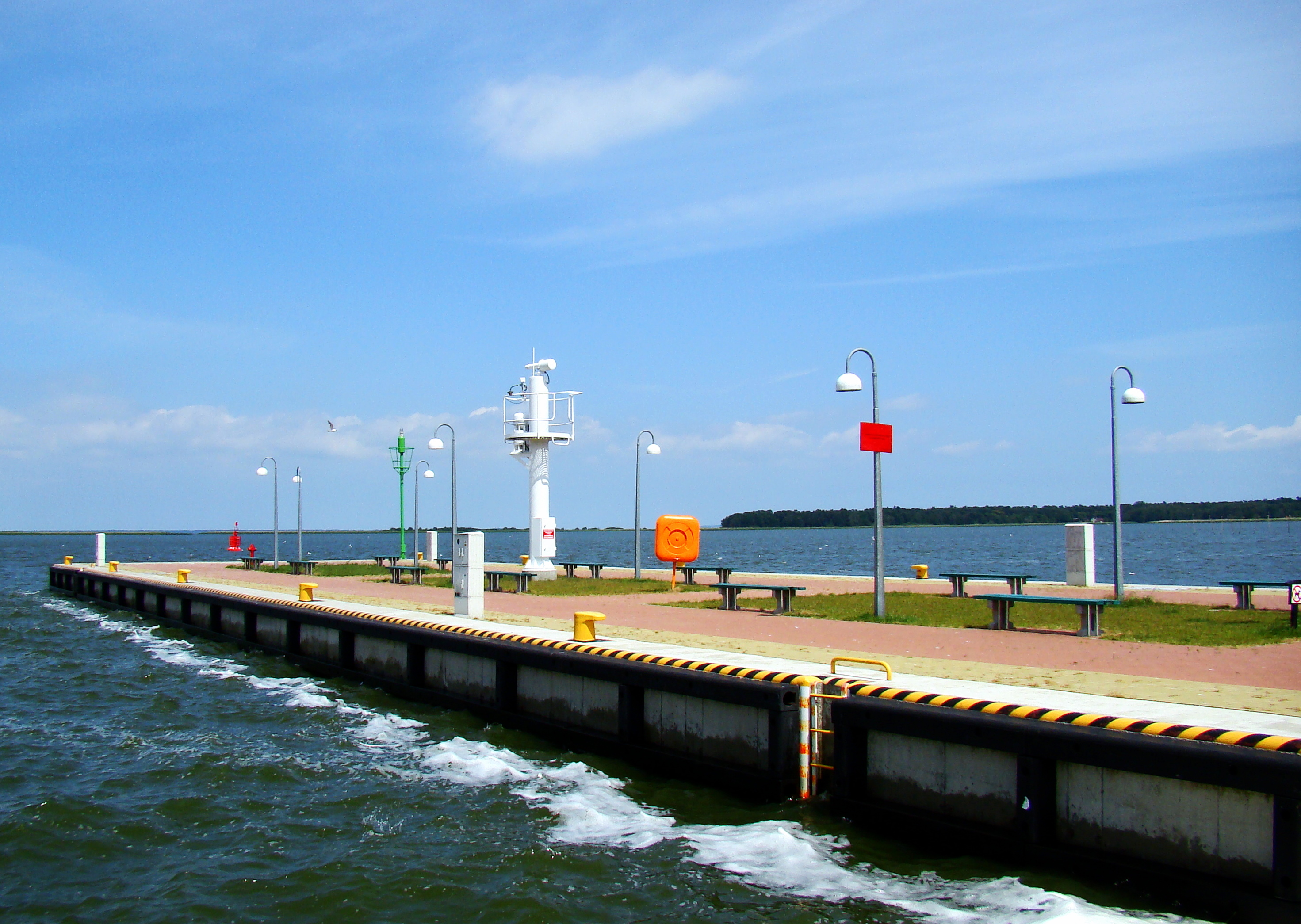
Seehafen in Nowe Warpno

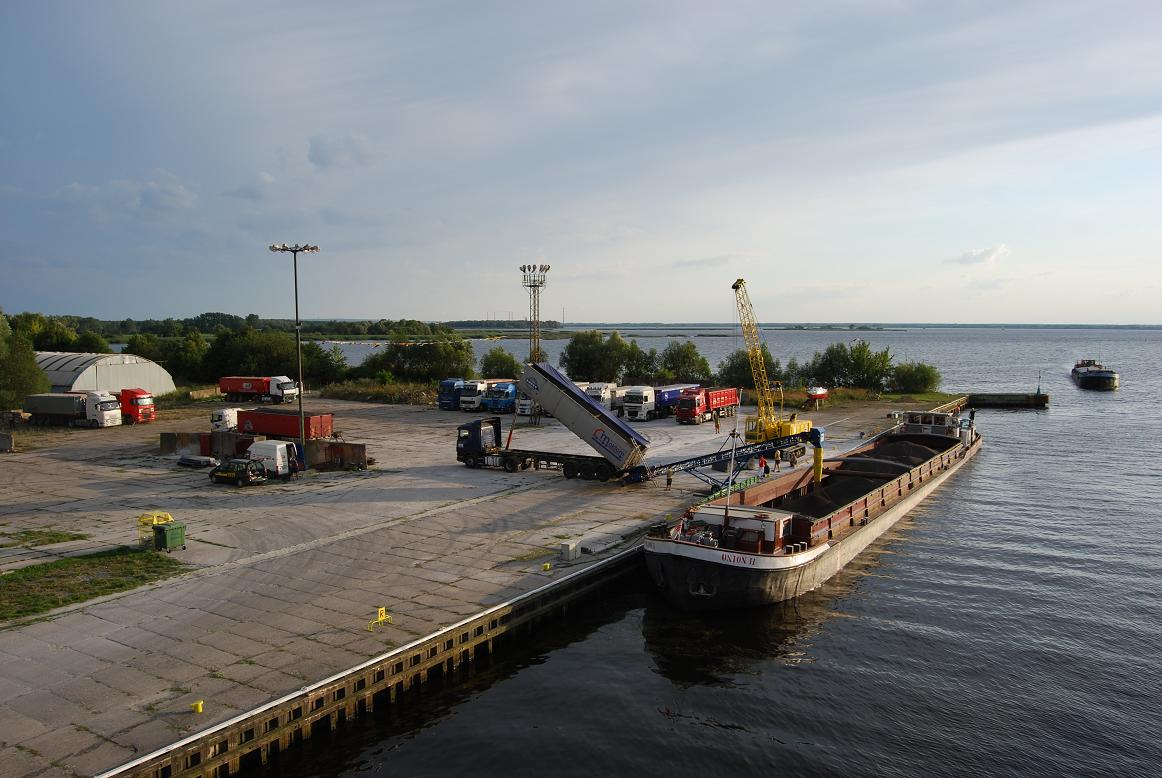
Seehafen in Stepnica (in der Umgebung)

Das Stettiner Haff (polnisch Zalew Szczeciński), auch Oderhaff und Pommersches Haff genannt, ein inneres Küstengewässer im Mündungsbereich von Oder und Peene, ist das zweitgrößte Haff (Lagune) der Ostsee.
Mit allen Nebengewässern hat das Stettiner Haff eine Ausdehnung von 903 km², eine Ost-West-Ausdehnung von 52 Kilometern und in nord-südlicher Richtung von 22 Kilometern. Es hat eine durchschnittliche Tiefe von 3,8 Metern. Die größten natürlichen Tiefen liegen bei 8,5 Metern, während die Fahrrinne zwischen Stettin (Szczecin) und Swinemünde (Świnoujście) 10,5 Meter tief ist. Größer als das Stettiner Haff ist das Kurische Haff bei Klaipėda (Memel) in Litauen mit 1584 km², kleiner ist das Frische Haff zwischen Kaliningrad (Königsberg i. Pr.) und Elbląg (Elbing) mit 840 km².

## Geographie
Durch das Haff verläuft seit 1945 die Grenze zwischen Polen und Deutschland. Der östlich der Staatsgrenze gelegene polnische Teil wird als Großes Haff, der westliche deutsche Teil als Kleines Haff bezeichnet. Das Große Haff hat eine Fläche von 410 km² bei einem Volumen von 1,6 km³ während das Kleine Haff etwa 277 km², bei einem Volumen von 1 km³, groß ist.
Vorgelagert sind die Inseln Usedom, Wolin (Wollin) und Karsibór (Kaseburg). Die Verbindung zwischen dem Stettiner Haff und der offenen Ostsee bilden um die Inseln Usedom und Wolin herum die Meeresarme Dziwna (Dievenow), Swine und der Peenestrom. Von der Landseite aus fließen Peene, Zarow, Uecker, Gowienica (Gubenbach) und bei Stettin die Oder in das Haff. Die Ufer sind überwiegend flach und mit Schilf bewachsen, nur an wenigen Stellen, wie bei Kamminke, am Repziner Haken bei Altwarp oder bei Lubin (Lebbin) gibt es Steilküsten.
Der südliche Teil des Stettiner Haffs gehört mit seiner Uferregion zum Ballungsraum der Großstadt Stettin.

## Städte
Im Uhrzeigersinn:
- Swinemünde (Świnoujście)
- Wolin
- Stepnica
- Nowe Warpno
- Ueckermünde
- Usedom

Ein wichtiger Ort ist das große Dorf Trzebież (Ziegenort) – ein beliebtes Erholungsgebiet und Segelboot-Führungstrainings-Zentrum.

## Hydrographie
Das Stettiner Haff ist mit einem Salzgehalt (praktische Salinität) von 1 bis 2,5 nur leicht salzhaltig.

## Entstehung
Das Haff entstand aus einem Gletscherstausee, dem Haffstausee, der durch die Stauchendmoränen der Weichseleiszeit auf Usedom und Wolin hervorgerufen wurde. Zu dieser Zeit fungierten Peene und Ziese als Schmelzwasserabflüsse und flossen entgegengesetzt ihrer heutigen Richtung.

## Geschichte
Der Fischfang im Haff bildete von je her einen wichtigen Wirtschaftszweig für die umliegenden Siedlungen. Der Wolgaster Kanzler Henning von Ramin bezeichnete das Haff als „das Pom(m)erische Bergwerck“. Die Einnahmen aus der Fischerei waren beträchtlich und die Fischereirechte häufig Anlass zu Streitigkeiten.
Die Stadt Anklam errichtete Ende des 13. Jahrhunderts eine Zollstation am westlichen Ende des Haffs auf der Insel Anklamer Fähre. Alle Schiffe, die aus dem Haff Richtung Peenestrom vorbeifuhren, mussten einen Wasserzoll entrichten.
Herzog Bogislaw X. von Pommern erließ 1495 eine Haffordnung, um das Fischereiwesen zu regulieren. Die Gewässer waren schon vorher in Bezirke (Kiepereien) aufgeteilt worden, die von einem Kieper, einem herzoglichen Fischereiaufseher, verwaltet wurden. Den Herzögen standen die so genannten Herrenfische (Lachs, Stör, Karpfen und Wels) zu. Vom übrigen Fang war es, je nach Region, der dritte oder sechste Teil. In den Chroniken des 16. und 17. Jahrhunderts wurde das zu dieser Zeit Frische oder Großes Haff genannte Gewässer wegen seines Fischreichtums gerühmt. Eilhard Lubinus beschrieb am Anfang des 17. Jahrhunderts den Fischfang mit Zeesenbooten und die winterliche Fischerei mit Netzen unter dem Eis. Im 19. Jahrhundert und Anfang des 20. Jahrhunderts gab es auf dem Stettiner Haff sogar bis zu 22 m lange Zeesekähne, die dann aber einer amtlichen Reglementierung zum Opfer fielen, da die damalige starke Überfischung des Gewässers auf ihre Kosten ging. In Schwedisch-Pommern wurde 1711 eine Revidierte Haffordnung erlassen.
Während des Siebenjährigen Krieges fand hier am 10. September 1759 die erste Seeschlacht Preußens statt. Nach sieben Stunden siegten die mit 14 Schiffen und 1.650 Mann überlegenen schwedischen Streitkräfte der Schärenflotte an der schmalsten Stelle des Haffs zwischen dem Woitziger und dem Repziner Haken über die aus vier Galioten, vier Galeeren und vier kleineren Schiffen bestehende Flotte Preußens, die nur 550 Mann aufbieten konnte. Die preußische Flotte zog sich nach dem Verlust von zwei Galeeren zurück.
In den 1860er Jahren gab es Überlegungen zur Anbindung der Insel Usedom an das preußische Eisenbahnnetz, die über einen Bahndamm von Neuwarp zum Südosten Usedoms erfolgen sollte. Die Anbindung wurde jedoch stattdessen 1875 durch eine Drehbrücke bei Karnin realisiert.
Die Seeschifffahrt zwischen dem Stettiner Haff und der offenen Ostsee verläuft durch die 1880 fertiggestellte „Kaiserfahrt“, Polnisch heute „Kanał Piastowski“, eine Schifffahrtsrinne, die teilweise durch die Swine führt und die die ursprünglich zu Usedom gehörende Insel Kaseburg geschaffen hat.
Seit 2020 entstehen aus dem anfallenden Material der Verbreiterung der Fahrrinne zwischen Stettin und Świnoujście die kreisrunden Inseln Brysna und Śmięcka.

## Natur
Das Südufer des Haffes gehört zum Naturpark Am Stettiner Haff, das Nordufer mit der Insel Usedom zum Naturpark Insel Usedom. Westlich befindet sich mit dem Naturschutzgebiet Anklamer Stadtbruch und darin dem Anklamer Torfmoor eine geschützte Fläche, die sich nach langjähriger Nutzung zur Torfgewinnung in der Renaturierung befindet. Wegen des Torfabbaus und wirtschaftlicher Nutzung seit dem 16. Jahrhundert befindet sich der Boden unterhalb des Meeresspiegels und wurde 1995 nach einem Deichbruch bei Sturmhochwasser überflutet. Die Wiedervernässung als Moor bzw. der Verzicht auf Wiedereindeichung des ehemaligen Küstenüberflutungsmoores führt zum deutlich sichtbaren Absterben der Bäume des ehemaligen Forstes. Die Entscheidung gegen wirtschaftliche Verwertung und für Renaturierung im Rahmen des Mecklenburger „Moorschutzprogrammes“ ist in der Region umstritten. Gleichzeitig bieten die offenen Wasserflächen einen Lebens- und Rückzugsraum für seltene Wasservögel.
An dieses Moor schließt sich im Bereich der Peene das Naturschutzgroßprojekt Peenetal-Landschaft und das Naturschutzgebiet Unteres Peenetal (Peenetalmoor) direkt an. Zusammen bilden sie das größte zusammenhängende Niedermoorgebiet Mitteleuropas.
Kleine Teile des Haffs werden im Rahmen des Nationalparks Wolin geschützt. Auf der Insel Karsiborska Kępa hat die Polnische Gesellschaft für Vogelschutz (Ogólnopolskie Towarzystwo Ochrony Ptaków, OTOP) 180 Hektar Land aufgekauft und 1995 als Vogelschutzgebiet deklariert.

## Umweltprobleme
In heißen Sommerwochen färben gesundheitsgefährdende Grünalgen das Wasser im Stettiner Haff grün. Im August 2022 wurde durch mehrere Wasserproben der Verdacht bestätigt, dass auch gesundheitsgefährdende Blaualgen das Wasser befallen haben.

## Nachweise
1. 1 2  IKZM-Oder Berichte 14; Nardine Löser & Agnieszka Sekścińska: Integriertes Küste-Flusseinzugsgebiets-Management an der Oder/Odra: Hintergrundbericht, 2005.
2. ↑  http://www.ikzm-oder.de/steckbrief_hydrographie.html Hydrographischer Steckbrief
3. ↑  Paul Friedeborn: Historische Beschreibung der Stadt Alten Stettin in Pommern. Stettin 1613, S. 17f (Volltext)
4. ↑  Ulrich van der Heyden: Seeschlacht auf dem Stettiner Haff im Jahre 1759. Martenshagen 2016.
5. ↑  Ulrich van der Heyden: Die erste preussische Seeschlacht auf dem Stettiner Haff im jahre 1759. In: Baltische Studien. Pommersche Jahrbücher für Landesgeschichte, N. F., Bd. 103, Kiel 2018, S. 105–135.
6. ↑  Andrzej Z. Kotarba: Tajemnicze wyspy Zalewu Szczecińskiego, czarneswiatlo.pl vom 24. April 2022, abgerufen am 6. Mai 2024.
7. ↑  Konzept zum Schutz und zur Nutzung der Moore, Landesregierung Mecklenburg-Vorpommern, 2000/2009
8. ↑  Renaturierung: Klimaschutz oder Enteignung?, NDR, 10. April 2013 (Memento vom 14. April 2013 im Internet Archive)
9. ↑  Georgina Green: Neue Wege für den Naturschutz in Polen (PDF, 3,1 MB). In: Vogelschutz in Österreich – Mitteilungen von Birdlife Österreich. Nr. 11/1995, S. 16.
10. ↑  Blaualgen-Befall in Bodden und Stettiner Haff! 12. August 2022, Nordkurier